# Бердинове
Бердино́ве (в минулому — Вільна (Вольна), Бердин) — село Петровірівської сільської громади у Березівському районі Одеської області, Україна. Населення становить 215 осіб.

## Історія
Станом на 1886 рік у єврейській колонії Бердина Гофнунгстальської волості Тираспольського повіту Херсонської губернії мешкало 500 осіб, налічувалось 23 дворових господарств, існували єврейський молитовний будинок та винний склад.

## Населення
Згідно з переписом УРСР 1989 року чисельність наявного населення села становила 173 особи, з яких 71 чоловік та 102 жінки.
За переписом населення України 2001 року в селі мешкало 214 осіб.

### Мова
Розподіл населення за рідною мовою за даними перепису 2001 року:
| Мова       | Відсоток |
| ---------- | -------- |
| українська | 95,35 %  |
| російська  | 3,72 %   |
| молдовська | 0,47 %   |
| інші       | 0,46 %   |